# Algeriska mästerskapen i volleyboll för damer
Algeriska mästerskapen i volleyboll för damer (arabiska: البطولة الجزائرية لكرة الطائرة سيدات) är en volleybolltävling för damer i Algeriet. Tävlingen organiseras av Fédération algérienne de volley-ball. Den spelas som en serie med åtta lag och genomfördes första gången 1962/1963.

## Resultat per år[1][2]
| Säsong                  | Podium            | Podium        | Podium        |
| Säsong                  | Mästare           | Tvåa          | Trea          |
| ----------------------- | ----------------- | ------------- | ------------- |
| 1962-63 mer information | NA Hussein Dey    | -             | -             |
| 1963-64 mer information | NA Hussein Dey    | -             | -             |
| 1964-65 mer information | NA Hussein Dey    | -             | -             |
| 1965-66 mer information | NA Hussein Dey    | -             | -             |
| 1966-67 mer information | NA Hussein Dey    | -             | -             |
| 1967-68 mer information | NA Hussein Dey    | -             | -             |
| 1968-69 mer information | NA Hussein Dey    | -             | -             |
| 1969-70 mer information | NA Hussein Dey    | -             | -             |
| 1970-71 mer information | NA Hussein Dey    | -             | -             |
| 1971-72 mer information | ASV Blida         | -             | -             |
| 1972-73 mer information | ASV Blida         | -             | -             |
| 1973-75                 | Ej genomförd      |               |               |
| 1975-76 mer information | El-Djazair Riadha | -             | -             |
| 1976-77 mer information | NA Hussein Dey    | -             | -             |
| 1977-78 mer information | MP d'Alger        | -             | -             |
| 1978-79 mer information | MP d'Alger        | -             | -             |
| 1979-80 mer information | MP d'Alger        | -             | -             |
| 1980-81                 | Ej genomförd      |               |               |
| 1981-82 mer information | NADIT Alger       | -             | -             |
| 1982-83 mer information | MP d'Alger        | -             | -             |
| 1983-84 mer information | AJ Constantine    | -             | -             |
| 1984-85 mer information | MP d'Alger        | -             | -             |
| 1985-86 mer information | MP d'Alger        | -             | -             |
| 1986-87 mer information | MP d'Alger        | -             | -             |
| 1987-88 mer information | MP d'Alger        | -             | -             |
| 1988-89 mer information | MC d'Alger        | -             | -             |
| 1989-90 mer information | MC d'Alger        | -             | -             |
| 1990-91 mer information | ASW Béjaïa        | -             | -             |
| 1991-92 mer information | MC d'Alger        | -             | -             |
| 1992-93 mer information | MC d'Alger        | -             | -             |
| 1993-94 mer information | ASW Béjaïa        | -             | -             |
| 1994-95 mer information | ASW Béjaïa        | -             | -             |
| 1995-96 mer information | ASW Béjaïa        | MB Béjaïa     | -             |
| 1996-97 mer information | MC d'Alger        | -             | -             |
| 1997-98 mer information | MC d'Alger        | -             | -             |
| 1998-99 mer information | ASW Béjaïa        | -             | -             |
| 1999-00 mer information | MC d'Alger        | -             | -             |
| 2000-01 mer information | MC d'Alger        | NC Béjaïa     | ASW Béjaïa    |
| 2001-02 mer information | MC d'Alger        | -             | -             |
| 2002-03 mer information | MC d'Alger        | MB Béjaïa     | -             |
| 2003-04 mer information | NC Béjaïa         | -             | -             |
| 2004-05 mer information | NC Béjaïa         | -             | -             |
| 2005-06 mer information | GS Chlef          | MB Béjaïa     | -             |
| 2006-07 mer information | MC d'Alger        | NC Béjaïa     | -             |
| 2007-08 mer information | MC d'Alger        | NC Béjaïa     | -             |
| 2008-09 mer information | GS Petroliers     | ASW Béjaïa    | NC Béjaïa     |
| 2009-10 mer information | GS Petroliers     | NC Béjaïa     | ASW Béjaïa    |
| 2010-11 mer information | GS Petroliers     | NC Béjaïa     | -             |
| 2011-12 mer information | MB Béjaïa         | GS Petroliers | NC Béjaïa     |
| 2012-13 mer information | GS Petroliers     | Nedjmet Chlef | MB Béjaïa     |
| 2013-14 mer information | GS Petroliers     | MB Béjaïa     | Nedjmet Chlef |
| 2014-15 mer information | GS Petroliers     | ASW Béjaïa    | MB Béjaïa     |
| 2015-16 mer information | ASW Béjaïa        | GS Petroliers | MB Béjaïa     |
| 2016-17 mer information | GS Petroliers     | NC Béjaïa     | MB Béjaïa     |
| 2017-18 mer information | GS Petroliers     | MB Béjaïa     | Nedjmet Chlef |
| 2018-19 mer information | GS Petroliers     |               |               |
| 2019-20 mer information | Ej slutförd       |               |               |
| 2020-21 mer information | GS Petroliers     | Nedjmet Chlef | RC Béjaïa     |